# Конселиче
Конселѝче (на италиански: Conselice, на местен диалект Cusêls, Куселс) е град и община в Северна Италия, провинция Равена, регион Емилия-Романя. Разположена е на 6 m надморска височина. Населението на общината е 10 028 души (към 2010 г.). Общината се състои от три селища: Конселиче, Лавецола и Сан Патрицио.